# 田辺振太郎
田辺 振太郎（たなべ しんたろう、1907年10月1日 - 1987年3月9日）は、日本の科学思想家。
京都出身。東京市本郷区西片町（現・東京都文京区）生まれ。雅号・素楽。1927年静岡県田方郡下大見村・私立大井上理農学研究所に技師として入所、1929年第一高等学校化学教室副手。1932年唯物論研究会の創立に参加。1933年岩波書店編集部勤務、1935－45年理化学研究所助手。磯部甫研究室(元・浅原源七研究室)所属。1945-47年武蔵高等学校（旧制）専任講師（化学）、1953年東京物理学校(現・東京理科大学)卒。戦前には、教育科学研究会の科学教育研究部会数学教育分会に参加。のち在野の哲学者として独自の技術論や認識論を展開した。

## 著書
- 『自然弁証法研究』日本評論社 1949
- 『唯物論的弁証法の研究』三一書房 1958
- 『技術論』青木書店 現代哲学全書 1960

共著
- 『現代の自然観』市野宏司共著 労働大学 1980

### 翻訳
- エンゲルス『自然の弁証法』岩波文庫 1956‐57
- ベーラ・フォガラシ『論理学』青木書店 唯物論叢書 1957
- アセン・キセリンチェフ『反映の理論 条件反射と反映の機構』山内孝郎共訳 青木書店 唯物論叢書 1960
- エルンスト・ヘッケル「宇宙のなぞ」山口潜共訳『世界大思想全集 (社会・宗教・科学思想篇 第34)』河出書房新社 1961
- エス・エヌ・ブライネス,ア・ヴェ・ナパルコフ, ヴェ・ベ・スヴェチンスキー『神経サイバネ序説 脳のはたらきかたの究明』桝本セツ共訳 世界書院 現代ソヴェト条件反射選書　1966
- 『ヘーゲル哲学体系初期草稿 1　論理学・形而上学（エンチクロペディー）』訳者代表 未来社 1971
- ジャン・ピアジェ『発生的認識論序説』全3巻 島雄元共訳 三省堂 1976‐80
- チャールズ・シンガー、E・J・ホームヤード、A・R・ホール編『技術の歴史』7‐8 訳編 筑摩書房 1964

## 論文
- ＜田辺振太郎